# Giro d’Italia 2023/4. Etappe
Die 4. Etappe des Giro d’Italia 2023 fand am 9. Mai 2023 statt und ging mit der ersten kleinen Bergankunft zu Ende. Die Strecke führte von Venosa über 175 Kilometer zum Lago Laceno. Nach der Etappe hatten die Fahrer insgesamt 609,6 Kilometer zurückgelegt, was 17,5 % der Gesamtdistanz entsprach. Die Organisatoren der Rundfahrt bewerteten die Schwierigkeit der Etappe mit drei von fünf Sternen.

## Streckenverlauf
Der neutralisierte Start erfolgte in Venosa unweit des Castello Aragonese auf der Via Appia. Im Anschluss führte die Strecke auf der SP 10 in Richtung Westen, ehe das Rennen nach 6,3 Kilometern kurz vor Ginestra freigegeben wurde.
Nach dem offiziellen Start führte die Strecke nach Ripacandida, ehe die Fahrtrichtung auf der SS 658 in Richtung Süden drehte. Auf hügligem Terrain ging es nun zum Castello di Lagopesole, das im Anschluss umfahren wurde. Die Fahrtrichtung drehte nun wieder auf Nord und führte leicht abschüssig nach Atella. Kurz drauf wurde der 13,5 Kilometer lange Anstieg des Passo delle Crocelle (1136 m) in Angriff genommen, der nach 64,2 gefahrenen Kilometern überquert wurde und als Bergwertung der 2. Kategorie klassifiziert war. Nach einer längeren Abfahrt erreichten die Fahrer Scalo di Baragiano, wo die Straße erneut zu steigen begann und über Muro Lucano auf den Valico di Monte Carruozzo (1136 m) führte. Dieser war ebenfalls als Anstieg der 2. Kategorie klassifiziert und wurde nach 110,2 Kilometern überquert. Im ersten Drittel des rund 20 Kilometer langen Anstiegs wurde in Muro Lucano nach 95,9 Kilometern der zweite Zwischensprint ausgefahren. Nachdem die ersten beiden Bergwertungen passiert worden war, folgte eine längere Abfahrt, die am Lago di Conza endete. Nun führte die Strecke für rund 25 Kilometer leicht ansteigend über Lioni in den Süden von Nusco, wo eine kurze Abfahrt zum zweiten Sprint in Montella führte, der 15,8 Kilometer vor dem Ziel ausgefahren wurde.
Kurz darauf begann der Schlussanstieg zum Lago Laceno, der über den Colle Montella (1084 m) erreicht wurde. Dieser wies auf seiner Länge von 9,6 Kilometern eine durchschnittliche Steigung von 6,2 % auf, wobei speziell in der zweiten Hälfte Kilometerschnitte von über 10 % befahren werden mussten. Auf der Kuppe wurde eine Bergwertung der 2. Kategorie abgenommen, ehe die letzten drei Kilometer flach zum Zielstrich führten, der sich in der Ortschaft Laceno auf der SP 368 befand.
|                            | Ort                       | Kilometer | Länge (km) | Höhe (m) | Ø Steigung | max. Steigung |
| -------------------------- | ------------------------- | --------- | ---------- | -------- | ---------- | ------------- |
| neutralisierter Start      | Venosa                    | −6,3      |            |          |            |               |
| offizieller Start          | Ginestra                  | 0         |            |          |            |               |
| Bergwertung (2. Kategorie) | Passo delle Crocelle      | 64,2      | 13,5       | 1136     | 4,3 %      | unbekannt     |
| Zwischensprint             | Muro Lucano               | 95,9      |            |          |            |               |
| Bergwertung (4. Kategorie) | Valico di Monte Carruozzo | 110,2     | 8,8        | 1136     | 4,9 %      | unbekannt     |
| Zwischensprint             | Montella                  | 159,2     |            |          |            |               |
| Bergwertung (2. Kategorie) | Colle Montella            | 172       | 9,6        | 1084     | 6,2 %      | 12 %          |
| Ziel                       | Lago Laceno               | 175       |            |          |            |               |

## Rennverlauf
Anders als in den vorangegangenen Etappen konnte sich nach dem offiziellen Start keine Fluchtgruppe lösen. Mit Ben Healy (EF Education-EasyPost), Alessandro De Marchi (Team Jayco AlUla) und Joseph Dombrowski (Astana Qazaqstan Team) versuchten sich in der frühen Rennphase auch mehrere bekannte Fahrer vom Hauptfeld zu lösen. Durch die zahlreichen Angriffe teilte sich das Peloton nach rund 30 Kilometern in zwei Gruppen, wobei sich der gesamtführende Remco Evenepoel (Soudal Quick-Step) in einer abgehängten Gruppe befand. Der Belgier schloss jedoch wenig später wieder zur Spitze des Rennens auf, während Paul Lapeira (AG2R Citroën Team), der ehemalige Träger des Blauen Trikots, als erster Fahrer die 106. Austragung des Giro d’Italia aufgab. Im ersten Anstieg des Tages, dem Passo delle Crocelle, konnte sich ebenfalls keine Fluchtgruppe lösen und Thibaut Pinot (Groupama-FDJ) sicherte sich auf der Kuppe die meisten Punkte im Kampf um die Bergwertung.
In der anschließenden Abfahrt löste sich nach rund 80 gefahrenen Kilometern eine sieben Fahrer umfassende Fluchtgruppe in der Andreas Leknessund (Team DSM), Toms Skujiņš, Amanuel Ghebreigzabhier (beide Trek-Segafredo), Aurélien Paret-Peintre (AG2R Citroën), Vincenzo Albanese (Eolo-Kometa Cycling Team), Nicola Conci (Alpecin-Deceuninck) und Warren Barguil (Team Arkéa-Samsic) vertreten waren. Mit Bruno Armirail (Groupama-FDJ) versuchte ein weiterer Fahrer zu den Ausreißern aufzuschließen, was ihm jedoch nicht gelang. Beim ersten Zwischensprint in Muro Lucano sicherte sich Vincenzo Albanese die meisten Punkte. Die Ausreißergruppe fuhr einen Vorsprung von rund fünf Minuten heraus, wodurch Andreas Leknessund, der in der Gesamtwertung einen Rückstand von 1 Minute und 40 Sekunden aufwies, virtuell das Rosa Trikot von Remco Evenepoel übernahm. Auf dem Valico di Monte Carruozzo sicherte sich Amanuel Ghebreigzabhier die meisten Punkte und lag nun mit sechs Punkte Rückstand auf dem zweiten Platz der Bergwertung. Im anschließenden Flachstück wuchs der Vorsprung der Spitzengruppe auf über fünf Minuten an. Beim zweiten Zwischensprint sicherte sich Andreas Leknessund drei Bonussekunden, während die weiteren Zeitgutschriften an Vincenzo Albanese und Toms Skujiņš gingen.
Am Fuße des Schlussanstiegs betrug der Vorsprung der Spitzengruppe rund viereinhalb Minuten. Sieben Kilometer vor dem Ziel forcierte Nicola Conci als erster Fahrer das Tempo und konnte sich mit einem geringen Vorsprung absetzen, ehe er von Toms Skujiņš eingeholt wurde und zurückfiel. Der Lette konnte sich jedoch ebenfalls nicht entscheidend absetzen und wurde wenig später von Andreas Leknessund, Aurélien Paret-Peintre und Amanuel Ghebreigzabhier gestellt. Rund zwei Kilometer vor der Bergwertung des Colle Molella verschärfte Andreas Leknessund das Tempo erneut und setzte sich als Solist an die Spitze des Rennens. Kurz vor der Kuppe kam Aurélien Paret-Peintre jedoch zurück und überquerte den Colle Molella vor dem Norweger. Die beiden nahmen im Anschluss die letzten drei flachen Kilometer gemeinsam in Angriff, wobei Andreas Leknessund den Großteil der Tempoarbeit übernahm, um den Vorsprung auf das Peloton zu verteidigen. Im Sprint um den Etappensieg setzte sich Aurélien Paret-Peintre durch, während Andreas Leknessund das Ziel als Zweiter erreichte und das Rosa Trikot von Remco Evenepeol übernahm, der das Ziel in der Gruppe der Gesamtklassement-Fahrer erreichte, die einen Rückstand von zwei Minuten und einer Sekunde aufwies.
Andreas Leknessund führt die Gesamtwertung nun mit einem Vorsprung von 28 Sekunden vor Remco Evenepoel an. Auf dem dritten Gesamtrang liegt der Etappensieger Aurélien Paret-Peintre. Thibaut Pinot und Jonathan Milan (Bahrain Victorious) verteidigten die Führungen in der Berg-, bzw. Punktewertung. Der 23-jährige Andreas Leknessund führt nun auch die Nachwuchswertung an.

## Ergebnis
| \| Etappenergebnis \| Etappenergebnis \| Etappenergebnis \| Etappenergebnis \| Etappenergebnis \| \| Fahrer \| Fahrer \| Land \| Team \| Zeit \| \| --------------- \| ----------------------- \| ---------------- \| ------------------ \| --------------- \| \| 1. \| Aurélien Paret-Peintre \| Frankreich \| AG2R Citroën Team \| 4 h 16 min 04 s \| \| 2. \| Andreas Leknessund \| Norwegen \| Team DSM \| + 2 s \| \| 3. \| Toms Skujiņš \| Lettland \| Trek-Segafredo \| + 57 s \| \| 4. \| Vincenzo Albanese \| Italien \| Eolo-Kometa \| + 57 s \| \| 5. \| Nicola Conci \| Italien \| Alpecin-Deceuninck \| + 1 min 02 s \| \| 6. \| Amanuel Ghebreigzabhier \| Eritrea \| Trek-Segafredo \| + 1 min 07 s \| \| 7. \| Koen Bouwman \| Niederlande \| Jumbo-Visma \| + 2 min 01 s \| \| 8. \| Damiano Caruso \| Italien \| Bahrain Victorious \| + 2 min 01 s \| \| 9. \| Eddie Dunbar \| Irland \| Team Jayco AlUla \| + 2 min 01 s \| \| 10. \| Alexander Wlassow \| Neutrales Banner \| Bora-Hansgrohe \| + 2 min 01 s \| |                         |                  |                    |                 |
| |                         |                  |                    |                 |
| Quelle: ProCyclingStats |                         |                  |                    |                 |
| Etappenergebnis |                         |                  |                    |                 |
| Fahrer | Fahrer                  | Land             | Team               | Zeit            |
| 1. | Aurélien Paret-Peintre  | Frankreich       | AG2R Citroën Team  | 4 h 16 min 04 s |
| 2. | Andreas Leknessund      | Norwegen         | Team DSM           | + 2 s           |
| 3. | Toms Skujiņš            | Lettland         | Trek-Segafredo     | + 57 s          |
| 4. | Vincenzo Albanese       | Italien          | Eolo-Kometa        | + 57 s          |
| 5. | Nicola Conci            | Italien          | Alpecin-Deceuninck | + 1 min 02 s    |
| 6. | Amanuel Ghebreigzabhier | Eritrea          | Trek-Segafredo     | + 1 min 07 s    |
| 7. | Koen Bouwman            | Niederlande      | Jumbo-Visma        | + 2 min 01 s    |
| 8. | Damiano Caruso          | Italien          | Bahrain Victorious | + 2 min 01 s    |
| 9. | Eddie Dunbar            | Irland           | Team Jayco AlUla   | + 2 min 01 s    |
| 10. | Alexander Wlassow       | Neutrales Banner | Bora-Hansgrohe     | + 2 min 01 s    |

## Gesamtstände
| \| Gesamtwertung \| Gesamtwertung \| Gesamtwertung \| Gesamtwertung \| Gesamtwertung \| \| Fahrer \| Fahrer \| Land \| Team \| Zeit \| \| ------------- \| ---------------------- \| ---------------------- \| ----------------- \| ---------------- \| \| 1. \| Andreas Leknessund \| Norwegen \| Team DSM \| 14 h 35 min 44 s \| \| 2. \| Remco Evenepoel \| Belgien \| Soudal Quick-Step \| + 28 s \| \| 3. \| Aurélien Paret-Peintre \| Frankreich \| AG2R Citroën Team \| + 30 s \| \| 4. \| João Almeida \| Portugal \| UAE Team Emirates \| + 1 min 00 s \| \| 5. \| Primož Roglič \| Slowenien \| Jumbo-Visma \| + 1 min 12 s \| \| 6. \| Geraint Thomas \| Vereinigtes Königreich \| Ineos Grenadiers \| + 1 min 26 s \| \| 7. \| Alexander Wlassow \| Neutrales Banner \| Bora-Hansgrohe \| + 1 min 26 s \| \| 8. \| Toms Skujiņš \| Lettland \| Trek-Segafredo \| + 1 min 29 s \| \| 9. \| Tao Geoghegan Hart \| Vereinigtes Königreich \| Ineos Grenadiers \| + 1 min 30 s \| \| 10. \| Jay Vine \| Australien \| UAE Team Emirates \| + 1 min 36 s \| |                        |                        |                   |                  |
| |                        |                        |                   |                  |
| Quelle: ProCyclingStats |                        |                        |                   |                  |
| Gesamtwertung |                        |                        |                   |                  |
| Fahrer | Fahrer                 | Land                   | Team              | Zeit             |
| 1. | Andreas Leknessund     | Norwegen               | Team DSM          | 14 h 35 min 44 s |
| 2. | Remco Evenepoel        | Belgien                | Soudal Quick-Step | + 28 s           |
| 3. | Aurélien Paret-Peintre | Frankreich             | AG2R Citroën Team | + 30 s           |
| 4. | João Almeida           | Portugal               | UAE Team Emirates | + 1 min 00 s     |
| 5. | Primož Roglič          | Slowenien              | Jumbo-Visma       | + 1 min 12 s     |
| 6. | Geraint Thomas         | Vereinigtes Königreich | Ineos Grenadiers  | + 1 min 26 s     |
| 7. | Alexander Wlassow      | Neutrales Banner       | Bora-Hansgrohe    | + 1 min 26 s     |
| 8. | Toms Skujiņš           | Lettland               | Trek-Segafredo    | + 1 min 29 s     |
| 9. | Tao Geoghegan Hart     | Vereinigtes Königreich | Ineos Grenadiers  | + 1 min 30 s     |
| 10. | Jay Vine               | Australien             | UAE Team Emirates | + 1 min 36 s     |

| Punktewertung | Punktewertung          | Punktewertung | Punktewertung            | Punktewertung |
| Fahrer        | Fahrer                 | Land          | Team                     | Punkte        |
| ------------- | ---------------------- | ------------- | ------------------------ | ------------- |
| 1.            | Jonathan Milan         | Italien       | Bahrain Victorious       | 53 P.         |
| 2.            | Kaden Groves           | Australien    | Alpecin-Deceuninck       | 39 P.         |
| 3.            | Michael Matthews       | Australien    | Team Jayco AlUla         | 38 P.         |
| 4.            | David Dekker           | Niederlande   | Arkéa-Samsic             | 35 P.         |
| 5.            | Aurélien Paret-Peintre | Frankreich    | AG2R Citroën Team        | 33 P.         |
| 6.            | Vincenzo Albanese      | Italien       | Eolo-Kometa              | 28 P.         |
| 7.            | Mads Pedersen          | Dänemark      | Trek-Segafredo           | 26 P.         |
| 8.            | Arne Marit             | Belgien       | Intermarché-Circus-Wanty | 23 P.         |
| 9.            | Andreas Leknessund     | Norwegen      | Team DSM                 | 22 P.         |
| 10.           | Toms Skujiņš           | Lettland      | Trek-Segafredo           | 16 P.         |

| Nachwuchswertung | Nachwuchswertung   | Nachwuchswertung   | Nachwuchswertung         | Nachwuchswertung |
| Fahrer           | Fahrer             | Land               | Team                     | Zeit             |
| ---------------- | ------------------ | ------------------ | ------------------------ | ---------------- |
| 1.               | Andreas Leknessund | Norwegen           | Team DSM                 | 14 h 35 min 44 s |
| 2.               | Remco Evenepoel    | Belgien            | Soudal Quick-Step        | + 28 s           |
| 3.               | João Almeida       | Portugal           | UAE Team Emirates        | + 1 min 00 s     |
| 4.               | Thymen Arensman    | Niederlande        | Ineos Grenadiers         | + 2 min 33 s     |
| 5.               | Santiago Buitrago  | Kolumbien          | Bahrain Victorious       | + 2 min 52 s     |
| 6.               | Einer Rubio        | Kolumbien          | Movistar Team            | + 3 min 35 s     |
| 7.               | Matthew Riccitello | Vereinigte Staaten | Israel-Premier Tech      | + 3 min 47 s     |
| 8.               | Laurens Huys       | Belgien            | Intermarché-Circus-Wanty | + 4 min 59 s     |
| 9.               | Alexander Cepeda   | Ecuador            | EF Education-EasyPost    | + 5 min 16 s     |
| 10.              | Ilan Van Wilder    | Belgien            | Soudal Quick-Step        | + 6 min 47 s     |

| Mannschaftswertung | Mannschaftswertung    | Mannschaftswertung           | Mannschaftswertung |
| Team               | Team                  | Land                         | Zeit               |
| ------------------ | --------------------- | ---------------------------- | ------------------ |
| 1.                 | Ineos Grenadiers      | Vereinigtes Königreich       | 43 h 51 min 01 s   |
| 2.                 | Jumbo-Visma           | Niederlande                  | + 1 min 49 s       |
| 3.                 | Bahrain Victorious    | Bahrain                      | + 2 min 15 s       |
| 4.                 | Bora-Hansgrohe        | Deutschland                  | + 3 min 22 s       |
| 5.                 | UAE Team Emirates     | Vereinigte Arabische Emirate | + 3 min 23 s       |
| 6.                 | Trek-Segafredo        | Vereinigte Staaten           | + 4 min 15 s       |
| 7.                 | EF Education-EasyPost | Vereinigte Staaten           | + 4 min 55 s       |
| 8.                 | Soudal Quick-Step     | Belgien                      | + 7 min 01 s       |
| 9.                 | Israel-Premier Tech   | Israel                       | + 11 min 38 s      |
| 10.                | Groupama-FDJ          | Frankreich                   | + 12 min 00 s      |

## Ausgeschiedene Fahrer
- Paul Lapeira (AG2R Citroën Team): wegen Krankheit während der Etappe aufgegeben[4]